# Luboš Hruška
Plukovník Luboš Hruška (20. července 1927, Plzeň – 30. června 2007, Plzeň) byl český voják, politický vězeň komunistického režimu a tvůrce proslulé Meditační zahrady v Plzni, která je koncipována jako Památník obětem zla. Její součástí je křížová cesta a kaple sv. Maxmiliána Kolbeho.

## Život

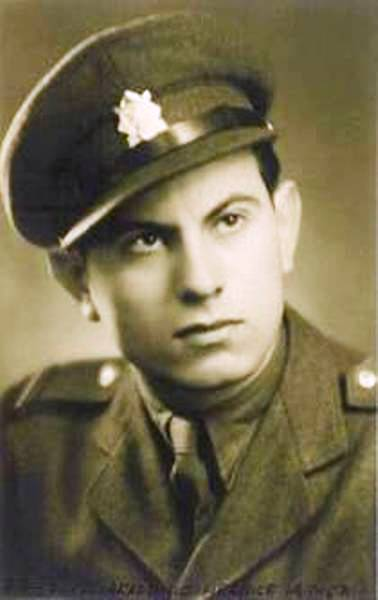
poručík Luboš Hruška

### Mládí
Luboš Hruška se narodil v roce 20. července 1927 v Plzni. Jeho středoškolská studia přerušila druhá světová válka, kdy byl jako šestnáctiletý nasazen k Luftschutzpolizei, což byla ponáletová služba k vyprošťování raněných a mrtvých obyvatel po leteckém bombardování. V roce 1946 dokončil středoškolská studia a nastoupil do Vojenské akademie v Hranicích. Jako mladý důstojník byl zařazen k vojenskému útvaru v blízkosti státních hranic a při pokusu o jejich překročení byl v roce 1949 zatčen.

### Vězení
Byl odsouzen k 18 letům těžkého žaláře, propadnutí veškerého majetku a zbavení občanských práv. Za neustálého nelidského týrání poznal věznice Špilberk, Pankrác, Bory, Opavu, Leopoldov, Ruzyni a jáchymovský pracovní tábor Bytíz u Příbrami.
Během vězeňských let se setkal s desítkami vězněných křesťanů, kněží a biskupů, díky jejichž svědectví přijal katolickou víru a nechal se tajně pokřtít tehdejším provinciálem jezuitů P. Františkem Šilhanem, který jej na křest také tajně připravoval. Iniciační událostí na této cestě víry bylo pro Luboše Hrušku setkání s páterem Ondřejem (civilním jménem Karel Frgal), které prožil těsně po svém odsouzení. Tento kapucínský řeholník jej ve společné cele přivítal takovým způsobem, že až do své smrti Luboš Hruška o tomto klíčovém setkání svého života vyprávěl jako o svém prvním setkání s milujícím a osvobozujícím Kristem.
Během více než desetiletého věznění pak složil Luboš Hruška slib, že pokud přežije, přebuduje ovocný sad, který zdědil po rodičích, na okrasný park sloužící k ozdravění duše člověka, zasvěcený svatému Kříži. Do díla se pustil hned po svém propuštění z vězení v roce 1960 u příležitosti prezidentské amnestie.

### Rodina

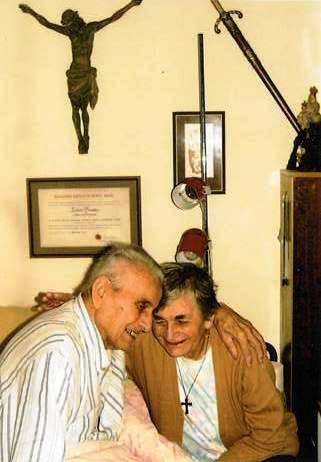
S manželkou Lídou

Ovšem bez hluboké víry Luboše Hrušky a jeho důvěry v Boží záměr by se jen těžko dokončení areálu dosáhlo. Na této cestě víry jej později doprovázel další františkán, P. Michal Pometlo. Velkou oporou mu byla také jeho rodina, syn Michal, dcera Jana a syn Petr, který se v roce 1995 stal katolickým knězem a od roku 2022 také generálním vikářem diecéze plzeňské. Především mu ale byla oporou jeho žena Ludmila, která jej doprovázela po celý společný život v dobrém i ve zlém, od seznámení se po návratu z vězení a svatby v roce 1961, přes zklamané naděje pražského jara 1968, léta normalizace, počátky demokracie až k počátkům jeho fyzické bezmoci na podzim r. 2005.

### Smrt
Poslední téměř dva roky již Luboš Hruška strávil upoután na lůžko ve svém rodinném domku v Plzni-Doudlevcích doprovázen rodinou a okruhem přátel. Jeho žena Ludmila o něj pečovala, dokud jí síly stačily, avšak onemocnění rakovinou jater způsobilo, že jej 29. listopadu 2006 předešla na věčnost. S podlomeným zdravím, ale za dobré mysli ji pak Luboš Hruška následoval o sedm měsíců později, brzy po půlnoci 30. června 2007, pár týdnů před svými 80. narozeninami.

## Dílo

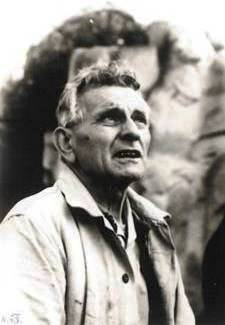
U zastavení Golgota

### Meditační zahrada
Po návratu z vězení začal na ovocné zahradě v Plzni-Doudlevcích pracovat a postupně ji měnil v meditační areál. Pokácel ovocné stromy, upravil terén a při svém dělnickém zaměstnání dojížděl do Průhonic, kde se účastnil přednášek o zahradní architektuře. Na základě získaných znalostí začal realizovat parkovou úpravu zahrady založenou na vhodných barevných uskupeních jehličnanů a vodních a zelených ploch.
Lubošovi Hruškovi šlo však především o realizaci nosné duchovní myšlenky budovaného areálu, která by vyjádřila trvalou připomínku utrpení těch lidí, kteří se postavili totalitním režimům – ať již fašistickému nebo komunistickému. Tou nosnou ideou se stalo utrpení Ježíše Krista, jehož utrpení bylo zástupnou obětí za lidstvo.

### Křížová cesta

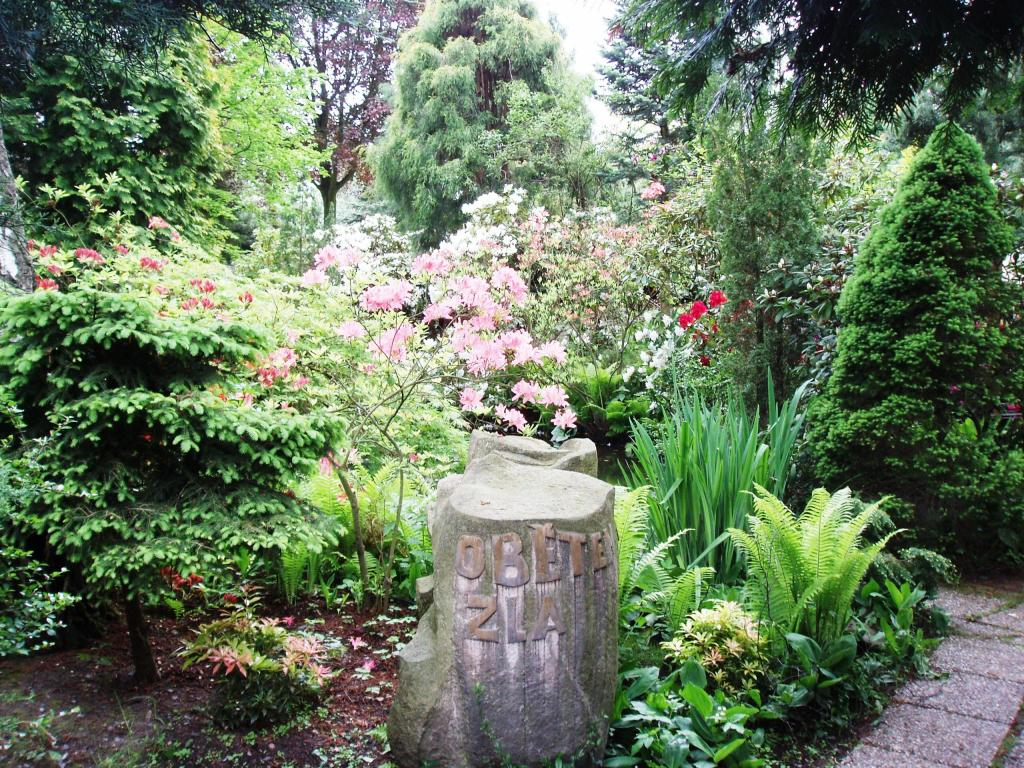
Památník obětem zla

Záměr vybudovat křížovou cestu ale nezůstal utajen, a tak Luboš Hruška své dílo v letech 1987–1989 realizoval za stálého dozoru StB. Pro svoji myšlenku získal akademického sochaře Romana Podrázského z Přibyslavi, který byl ochoten zdarma vytvořit 12 unikátních pískovcových plastik pro 14 zastavení křížové cesty. Na realizaci křížové cesty nebylo možné za vlády komunistů získat povolení, a tak Luboš Hruška riskoval odvoz 12 kusů pískovcových kvádrů z Hořic v Podkrkonoší nejprve do dílny Romana Podrázského v Přibyslavi a po zpracování další převoz do Plzně. Veškeré náklady hradil ze svého dělnického platu. Sochy byly na zahradě instalovány v letech 1987–1991. Jednotlivá zastavení je možné si prohlédnout na stránkách Památníku obětem zla.

### Kaple
Po listopadu 1989 vznikl, jako dovršení projektu, záměr vybudovat v meditačním areálu kapli, která je dílem architektů Ing. arch. Jana Soukupa a ing. arch. Jiřího Opla. Pro její realizaci a především pro získání podpory dobrovolných dárců založil Luboš Hruška Nadaci Památníku obětem zla. Při práci ve správní radě nadace spolupracovali s Lubošem Hruškou jeho přátelé Ing. Josef Švec, Ing. Jaroslav Cuhra, P. Michal Pometlo, Ing. Ctibor Fojtíček, Ing. Petr Náhlík a Ing. Arch. Jan Soukup, kteří mu pomáhali se získáváním finančních prostředků a s dokončením jeho díla. Vybudovaná kaple byla zasvěcena svatému Maxmiliánu Kolbe. Tento kněz, později svatořečený, se obětoval za již určeného vězně, otce 3 dětí, a podstoupil dobrovolně smrt popravou v nacistickém koncentračním táboře Osvětimi.

### Památník obětem zla
V roce 1995 Luboš Hruška daroval dokončený areál Památníku obětem zla a Meditační zahrady do vlastnictví biskupství plzeňského. Díky tomu dnes slouží kaple i celý areál, nesoucí oficiální název Památník obětem zla, všem občanům k církevním a kulturním účelům.

## Odkaz

### Vyznamenání

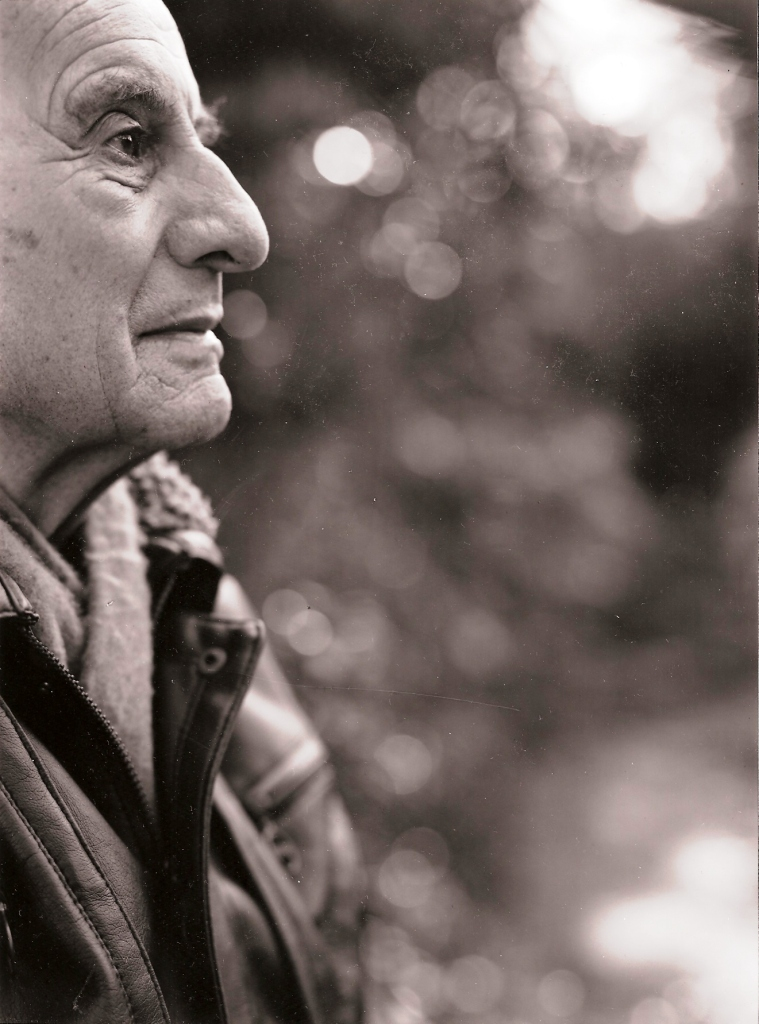
Odkaz Luboše Hrušky

Za své celoživotní dílo byl Luboš Hruška vyznamenán řadou cen. Je např. nositelem Historické pečetě města Plzně (1992), Ceny města Plzně (1994), Řádu T. G. Masaryka uděleného prezidentem České republiky v r. 1997, Velkokříže rytířského Řádu svatého papeže Silvestra uděleného papežem Janem Pavlem II. v r. 2002, Medaile Vojenského sdružení rehabilitovaných (2003), Ceny hejtmana Plzeňského kraje za občanskou statečnost (2003) či Čestného občanství města Plzně (2006). Po Luboši Hruškovi byla také v r. 1999 pojmenována planetka (18841) Hruška objevená astronomy Ing. Janou Tichou a Milošem Tichým z observatoře Kleť. V den pohřbu, 9. července 2007, mu byl in memoriam udělen zlatý Záslužný kříž ministra obrany.

### Poselství
Luboš Hruška se svou prací zasloužil o vybudování díla, které má nejen vysoké estetické hodnoty, ale také silný duchovní rozměr a poselství, jehož je výše uvedená série vyznamenání pouhým vnějším pozlátkem.
Poselství jeho života vtělené do Meditační zahrady v Plzni lze podle osobního svědectví jeho syna Petra Hrušky (Zemřel Luboš Hruška) vyjádřit takto:
| „ | 1. Nikdy nezapomeňte na to, co dovedl udělat člověk člověku, Čech Čechovi, bratr bratrovi, v „civilizované“ Evropě konce 20. století! Seznámení se nových generací s hrůzami komunistické totality je důležité k tomu, aby se takováto zvěrstva už nikdy nemohla opakovat. 2. Prožití totalitních zvěrstev na vlastní kůži a jejich „preventivní“ připomínání dalším generacím nemusí a nemá vést k nenávisti, zahořklosti či pasivitě, ale spíše k tvůrčímu rozvoji života. Tento rozvoj života však (kromě jasného pojmenování, případně i potrestání viny) není možný bez odpuštění, které je dovršením cesty do svobody. 3. Sílu k takovémuto postoji spojení radikální kritiky veškeré totality s radikální ochotou k odpuštění lze čerpat především z láskyplných a věrných rodinných vztahů a z křesťanského společenství víry, naděje a lásky. | “ |

### Reference

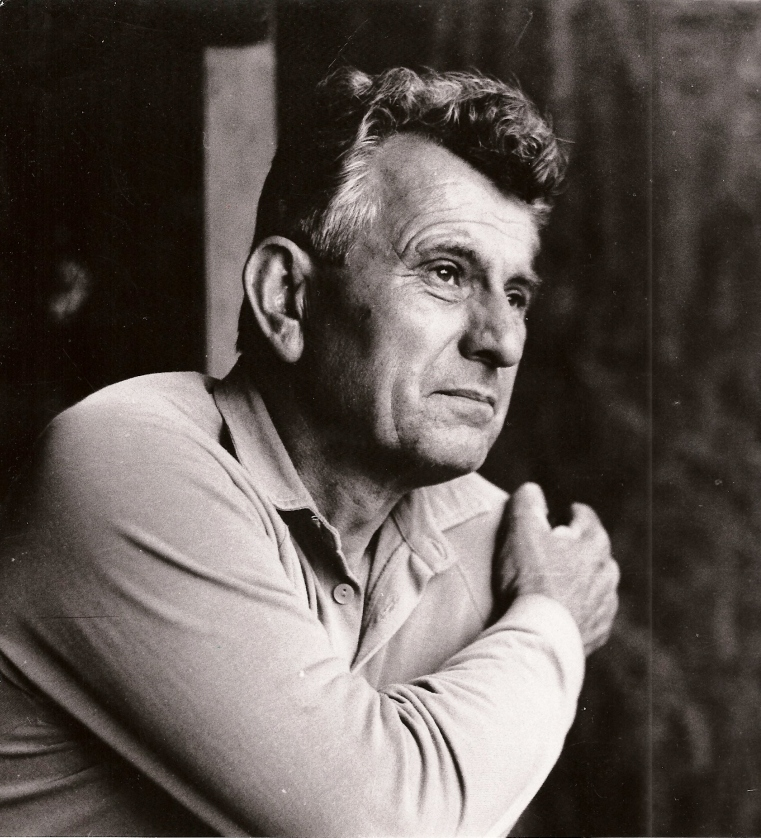
Luboš Hruška v roce 1968

## Fotogalerie

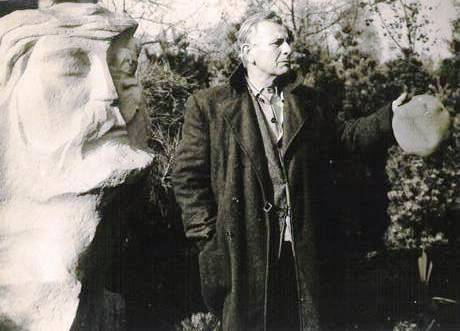
U Jeruzalémských žen
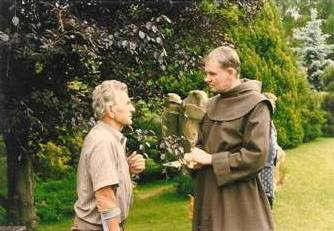
S Michalem Pometlem
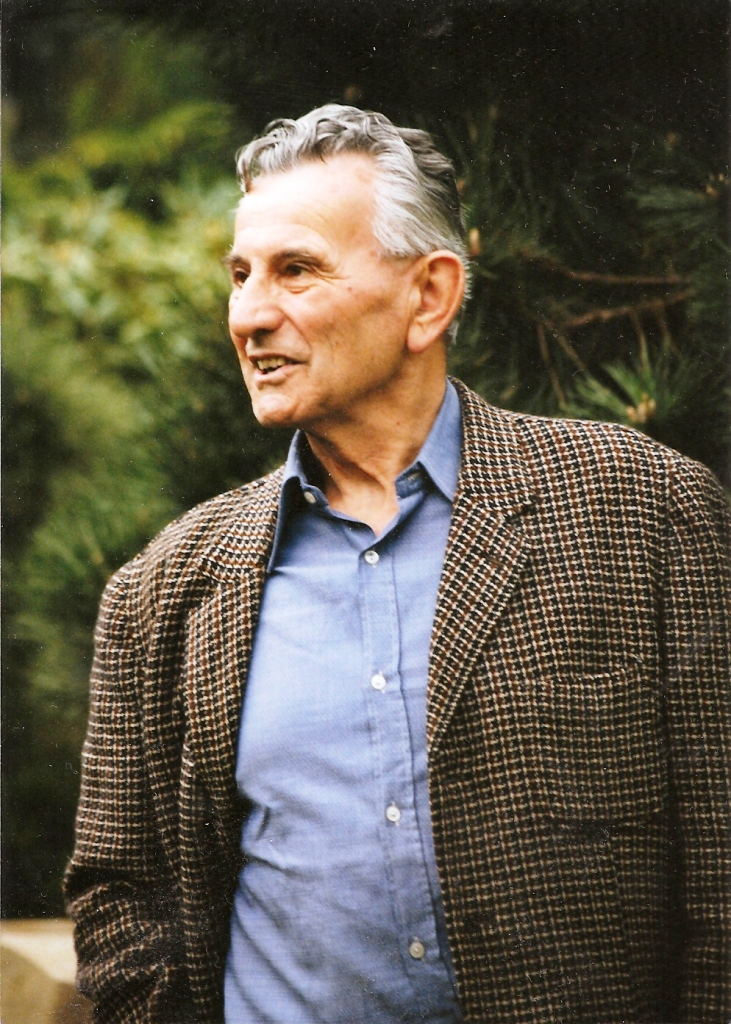
Na Meditační zahradě
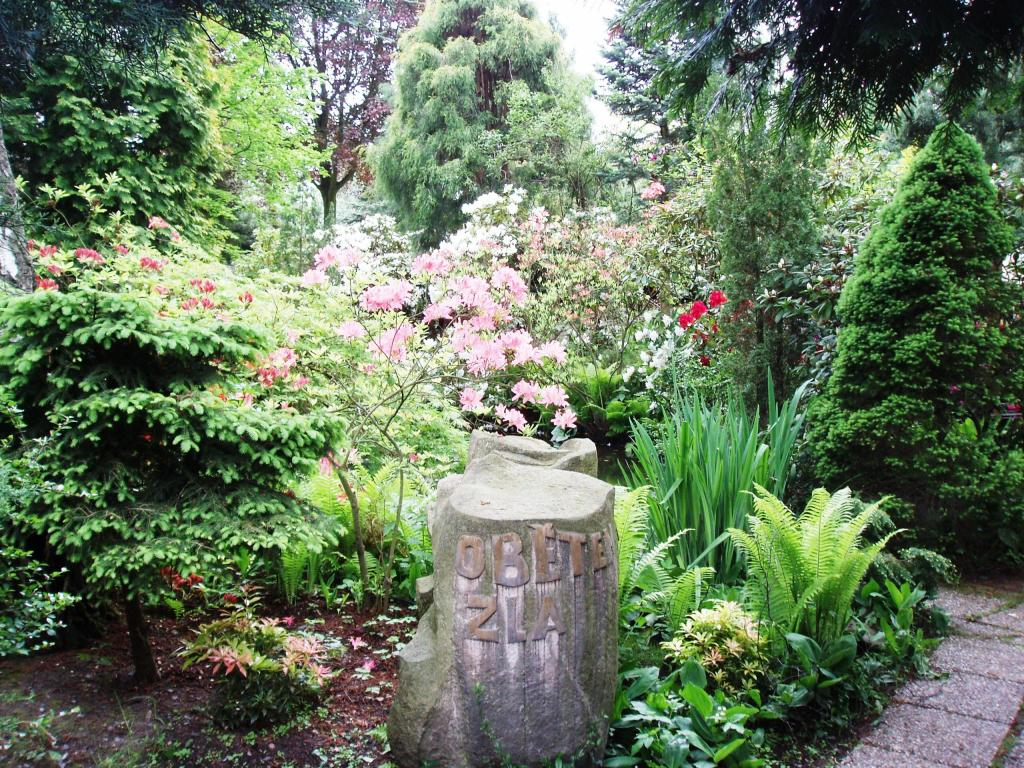
Památník obětem zla
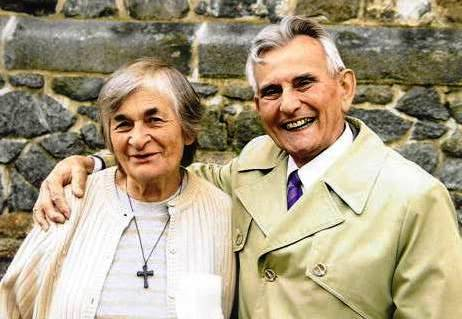
S manželkou Lídou
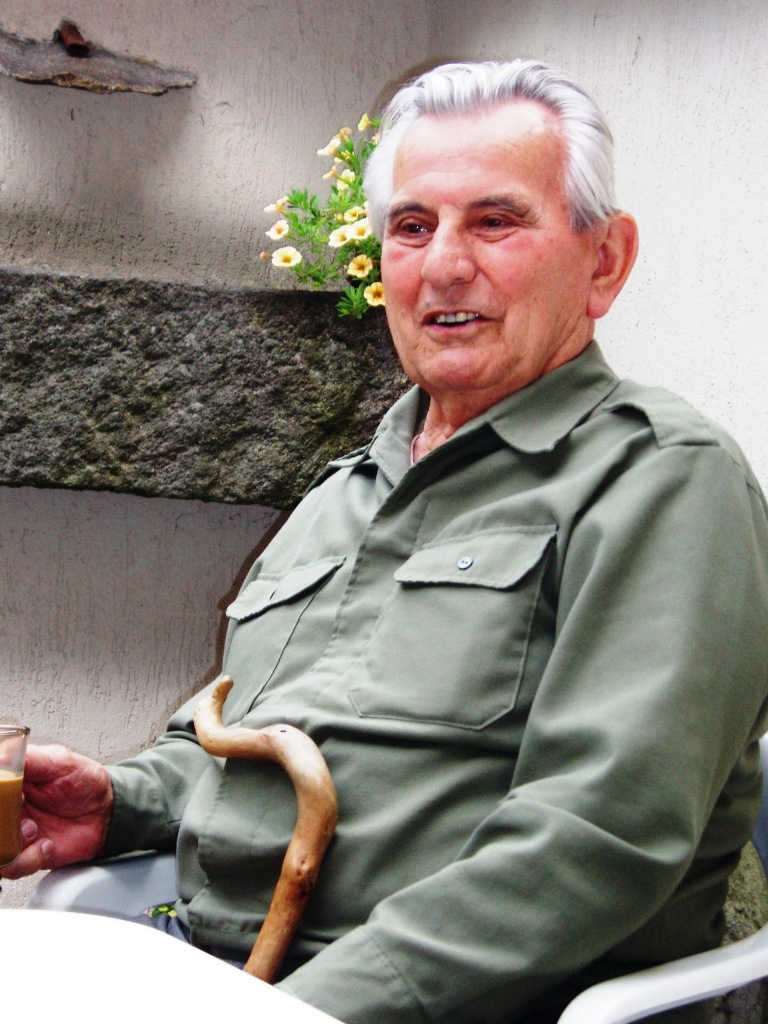
Doma v Doudlevcích
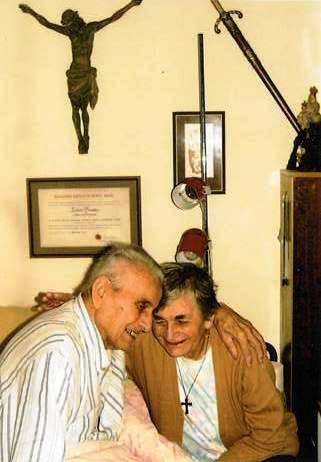
S manželkou Lídou
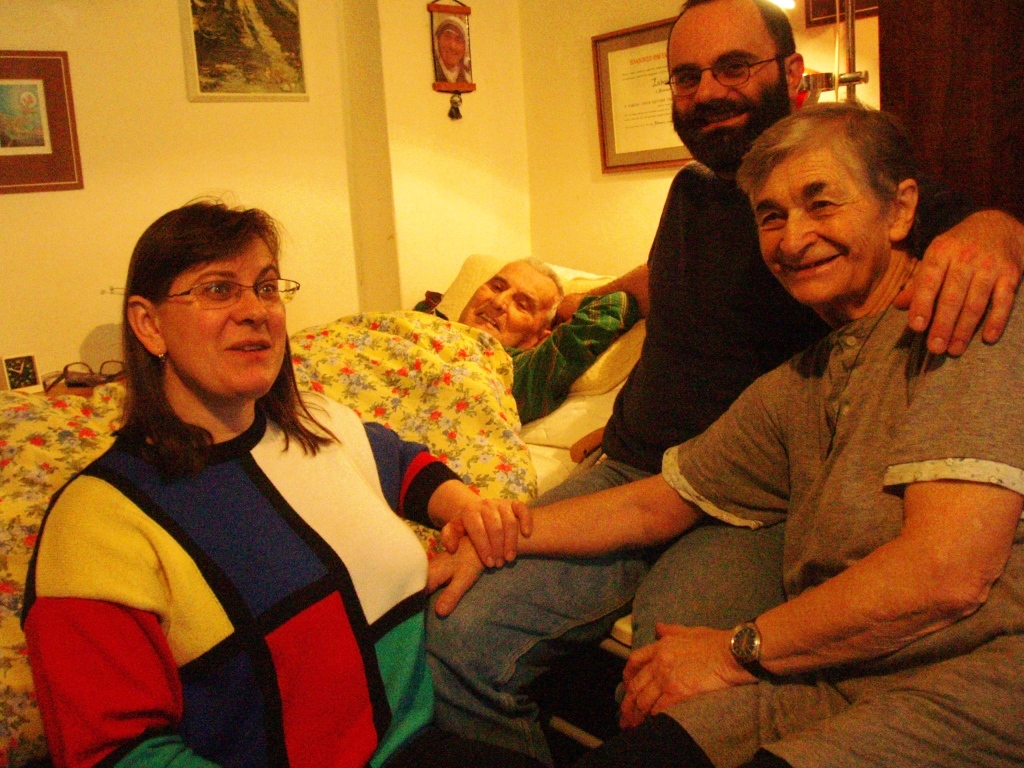
S dětmi a manželkou
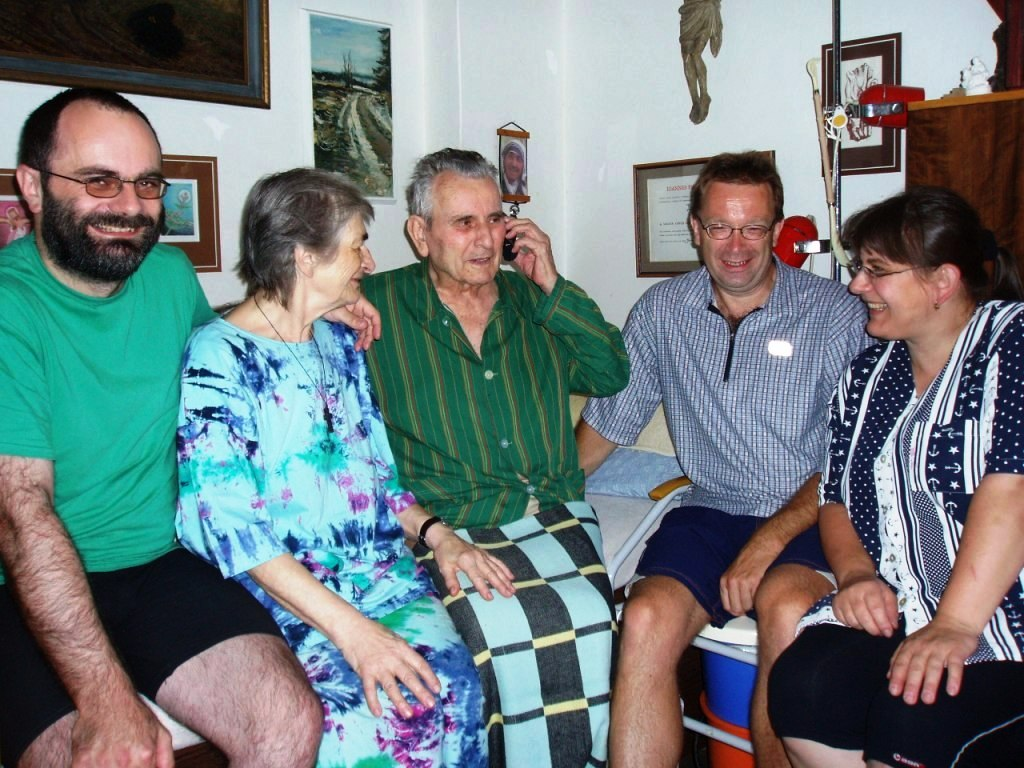
S rodinou v Doudlevcích
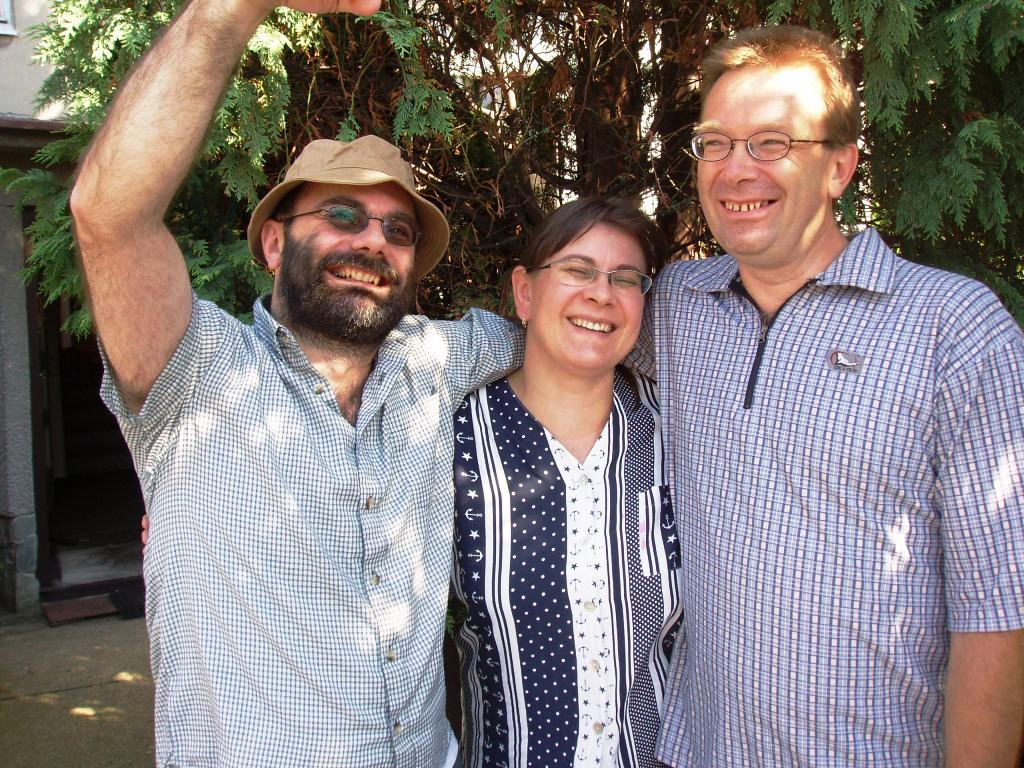
Děti Michal, Jana a Petr
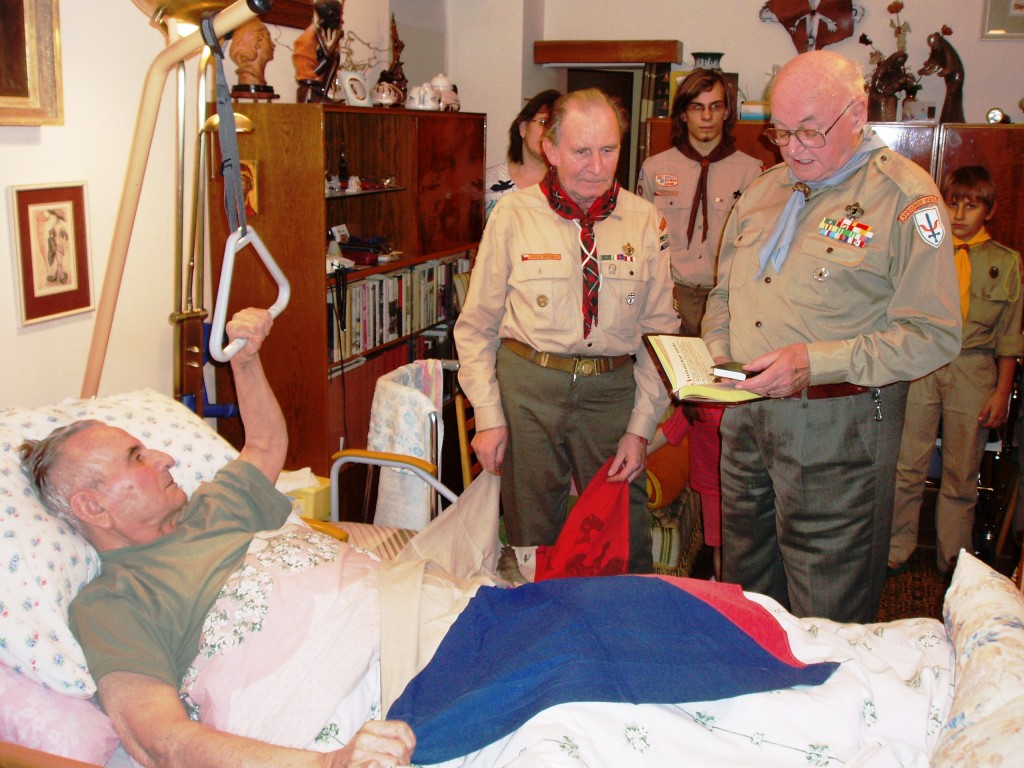
Skautské vyznamenání
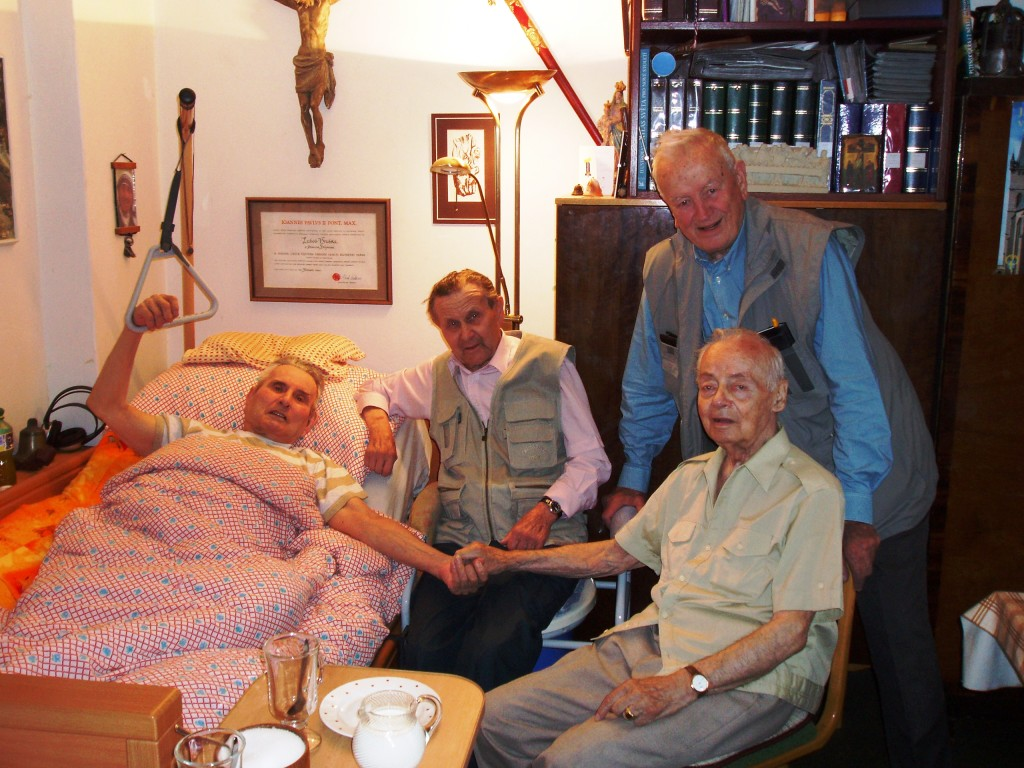
S přáteli generály